# Citrusfaser
Citrusfasern aus Citrusfrüchten dienen in der Lebensmittelindustrie als Zusatzstoff.

## Gewinnung
Citrusfasern werden aus entsafteten, entölten und getrockneten Citrusfrüchten hergestellt. Die Rohsubstanz wird gereinigt und auf eine bestimmte Partikelgröße vermahlen, wobei die Partikelgröße vom Pulver bis hin zu Granulat reicht.

## Eigenschaften
Citrusfasern haben das jeweilige spezifische Aroma der Frucht, aus welcher sie bestehen, bedingt durch sekundäre Pflanzeninhaltsstoffe und noch enthaltenen Fruchtzucker. Es handelt sich dabei um ein Ballaststoffkonzentrat mit einem sehr hohen Ballaststoffgehalt von ca. 90 %, wovon ca. 15 % löslich sind. Citrusfasern sind in der Lage, die bis zu 17fache Menge Wasser zu binden und stabil zu halten.

## Verwendung
Citrusfasern werden in der Lebensmittelindustrie als Füll- und Bindestoff genutzt sowie in Getränken oder Lebensmitteln als Ballaststoffzusatz genutzt. In veganen und vegetarischen Produkten können sie als Ersatzstoff für tierische Bindemittel genutzt werden. Außerdem werden Citrusfasern im Reformhaus-Bereich als Nahrungsergänzung verkauft.